# Supanara Sukhasvasti
Supanara Sukhasvasti na Ayudhya (thailändisch ศุภนร ศุขสวัสดิ ณ อยุธยา; * 11. Juni 1992 in Chiang Mai) ist ein thailändischer Leichtathlet, der sich auf den Weitsprung spezialisiert hat.

## Sportliche Laufbahn
Erste internationale Erfahrung sammelte Supanara Sukhasvasti im Jahr 2009, als er bei den Jugendweltmeisterschaften in Brixen mit einer Weite von 7,65 m die Goldmedaille im Weitsprung gewann und sich im Dreisprung mit 15,70 m die Silbermedaille sicherte. Anschließend siegte er bei seinem ersten Antreten bei den Südostasienspielen in Vientiane mit 7,83 m im Weitsprung. Zuvor belegte er bei den Hallenasienspielen in Hanoi mit 7,39 m den neunten Platz. Im Jahr darauf gewann er bei den Juniorenasienmeisterschaften in Hanoi mit 7,84 m die Silbermedaille und erreichte anschließend bei den Juniorenweltmeisterschaften im kanadischen Moncton das Finale, in dem er aber nicht mehr an den Start ging. Daraufhin nahm er erstmals an den Asienspielen in Guangzhou teil und klassierte sich dort mit 7,54 m auf dem fünften Platz. 
2011 gewann er bei den Asienmeisterschaften in Kōbe mit neuem Landesrekord von 8,05 m die Silbermedaille hinter dem Chinesen Su Xiongfeng und wurde daraufhin bei der Sommer-Universiade in Shenzhen mit 7,89 m Sechster, ehe er bei den Südostasienspielen in Palembang mit 7,86 m seinen Titel verteidigte. Im Jahr darauf erreichte er bei den Hallenasienmeisterschaften in Hangzhou mit 7,47 m Rang acht und scheiterte anschließend bei den Hallenweltmeisterschaften in Istanbul mit 7,43 m in der Qualifikation. Zudem qualifizierte er sich in diesem Jahr für die Teilnahme an den Olympischen Spielen in London, bei denen er mit 7,38 m aber den Finaleinzug klar verfehlte. 2013 belegte er bei den Asienmeisterschaften in Pune mit 7,52 m den siebten Platz und gewann anschließend bei den Südostasienspielen in Naypyidaw mit 7,71 m die Silbermedaille hinter dem Philippiner Henry Dagmil. Im Jahr darauf nahm er erneut an den Asienspielen in Incheon teil und wurde dort mit einer Weite von 7,81 m Vierter. 
2015 siegte er mit 7,75 m ein drittes Mal bei den Südostasienspielen in Singapur und 2017 belegte er bei den Südostasienspielen in Kuala Lumpur mit 7,40 m den sechsten Platz.
2012 wurde Sukhasvasti thailändischer Meister im Weitsprung.

## Persönliche Bestleistungen
- Weitsprung: 8,05 m (+1,3 m/s), 10. Juli 2011 in Kōbe
  - Weitsprung (Halle): 7,47 m, 18. Februar 2012 in Hangzhou